# فقي بيغلو
فقي بيغلو هي قرية في مقاطعة أرومية، إيران. يقدر عدد سكانها بـ 321 نسمة بحسب إحصاء 2016.